# Gunar Schimrock
Gunar „Gromek“ Schimrock (* 19. März 1959 in Bahrendorf) ist ein ehemaliger deutscher Handballtorwart und Nationaltorhüter. Seit Ende seiner aktiven Spielzeit beim SC Magdeburg ist er in der Geschäftsstelle des SCM als Sponsorenbetreuer tätig.

## Leben
Schimrock studierte Sport und ist seit 1. Januar 1991 bereits neben der Handballkarriere in der Marketingabteilung des SC Magdeburg tätig.

## Sportliche Laufbahn
Im Alter von 7 Jahren begann Gunar Schimrock bei Post SV Magdeburg 1926 e. V. Handball zu spielen. 1971 wurde er als B-Schüler (heute C-Jugend) zum SC Magdeburg delegiert.
Mit der Rückennummer 16 spielte er von der Saison 1978/79 (1. Oberligaspiel gegen ZAB Dessau) bis zur Saison 1996/97 (letztes Bundesligaspiel gegen Tusem Essen) in der ersten Männermannschaft des SC Magdeburg. Beim 1. Gewinn des DHB-Pokals 1996 lief er in Halbfinale und Finale für den SC Magdeburg als Mannschaftskapitän auf und hatte maßgeblichen Anteil am Sieg.
Er holte mit dem Verein folgende Titel:
- 1978: Europapokalsieger der Landesmeister (heute EHF Champions League) und FDGB-Pokalsieger

- 1980: DDR-Meister
- 1981: DDR-Meister, Europapokalsieger der Landesmeister und Europameister der Vereinsmannschaften
- 1982: DDR-Meister
- 1983: DDR-Meister
- 1984: DDR-Meister und FDGB-Pokalsieger
- 1985: DDR-Meister
- 1988: DDR-Meister
- 1990: FDGB-Pokalsieger
- 1991: DDR-Meister (hier Saisonbeginn vor Wiedervereinigung)
- 1996: DHB-Pokalsieger

Außerdem bestritt Gunar Schimrock 57 Länderspiele für die Nationalmannschaft der DDR. Zu seinen Erfolgen in der Nationalmannschaft zählen der dritte Platz bei der Handball-Weltmeisterschaft 1986 sowie der siebte Platz bei den Olympischen Spielen 1988 in Seoul. Ein kurzes Handballcomeback feierte er für den HV Wernigerode von Januar bis Mai 2000.